# Rhodiola saxicola
Rhodiola saxicola är en fetbladsväxtart som beskrevs av H.Ohba, S.Akiyama och S.K.Wu. Rhodiola saxicola ingår i släktet rosenrötter, och familjen fetbladsväxter. Inga underarter finns listade i Catalogue of Life.